# Scaynes Hill
Scaynes Hill – wieś w Anglii, w hrabstwie West Sussex, w dystrykcie Mid Sussex. Leży 54 km na wschód od miasta Chichester i 58 km na południe od Londynu. Miejscowość liczy 1000 mieszkańców.